# Слово на букву «П»
«Слово на букву „П“» (англ. The F Word) — 12-й эпизод 13-го сезона (№ 193) сериала «Южный Парк», премьера которого состоялась 4 ноября 2009 года.

## Сюжет
Четвёрка друзей отдыхает на природе. Стэн и Кайл ловят рыбу на удочку, Кенни читает, Картман ест. Вдруг раздается гул моторов «Харлей Дэвидсон». Друзья выбегают на дорогу, там под знаком «Стоп» газуют не менее десятка байкеров. Четвёрку это сильно возмущает. Байкеры едут дальше, мешая обеду Маршей и Брофловски в летнем кафе, бракосочетанию, заглушая своими моторами все звуки. У невесты и одного из гостей на лице застывает ненависть.
Даже расположившись в кафе, байкеры пытаются привлечь к себе внимание, издавая голосом звуки работающих моторов, потом этот метод привлечения внимания используется на протяжении всего эпизода.
Как только байкеры выходят из кафе, к ним обращается Картман. Он говорит, что все считают их редкостными пидорами (англ. fags — «педики», «гомики», «петухи») (в официальном переводе «пендосами»). Лидер байкеров успокаивает своих, что пидорами их считает только жирный урод (Картман), и только он осмелился сказать им это в лицо. Но чуть позже Айк и другие дети в машинах называют их пидорами.
Байкеры думают, что дети не считают их крутыми, потому что их моторы перекрывают Xbox и мощные акустические системы. Байкеры начинают шуметь ещё больше: давя на гудки, зажигая фейерверки и т. п.
Четверка друзей собирает Баттерса, Клайда, Токена и Джимми. Баттерс против удаления байкеров из города, говоря, что все думают, что они крутые. Стэн выгоняет Баттерса.
Картман, съев 3 ведра экстрахрустящих крылышек из KFC с 4 пакетиками соуса, гадит на сиденья мотоциклов. На каждую кучу экскрементов втыкает флажки с надписью «Вы пидоры!». Другие дети разрисовывают город надписями: «Пидоры, вон из города!»
На школьном собрании, созванном мэром Саут-Парка, ищут детей, исписавших город надписями. Четвёрка с радостью сознается, говоря, что пидорам давно пора валить из города. Мистер Мэки говорит, что это преследование гомосексуалистов. Кайл начинает объяснять, что если человек гей, он не обязательно пидор.
Тем временем байкеры в городской библиотеке ищут в словарях значение слова «пидор», периодически издавая звуки, похожие на шум моторов, за что библиотекарь на них шикает, а они начинают шуметь тише. В итоге их исследования оказывается, что слово «пидор» неоднократно меняло своё значение. Им называли женщин, бедных, стариков и гомосексуалистов.
Четвёрка предстает перед комиссией, отстаивая своё понимание слова «пидоры», не как геев, а как тех, кто всех раздражает. Тех, кто ещё не стал пидором, но уже интересуется мотоциклами, таких как Баттерс, Картман называет «Байк-любознательные» (намёк на термин «би-любознательность»).
Между тем общество защиты гомосексуалистов выступает также за смену значения слова «пидор». И в Саут-Парке отныне «пидорами» называют байкеров на Харлей Дэвидсонах, которые всех достали.
Проходит совсем мало времени, и мэр зовет четвёрку к себе, показывая одно выступление. Какой-то государственный чиновник говорит о недопустимости ущемления геев, называя байкеров «пидорами», потому что в словарях это слово всё ещё означает «гомосексуалист». Стэн предлагает пригласить в город составителей словаря и убедить их изменить значение слова.
Байкеры в отместку замышляют разрушить город Саут-Парк.
В это время в город прибывают видные лексикографы и главный редактор словаря Эммануэль Льюис. Как только он заканчивает речь о том, что изменить значение слова невозможно, в город врываются байкеры, которые всё жгут и ломают. Льюиса зацепляет и тащит на цепи за своим мотоциклом один из байкеров. Лидер и его единомышленники загоняют в подворотню Стэна, Кайла, Картмана и Кенни. Ребята не отказываются от своих убеждений. Разгром города — это и есть пидорские замашки, говорят Стэн и Кайл. Баттерс пытается объяснить, кто такие байкеры: персональная икона независимости и свободы. Сзади подбираются геи, и под дулом помповых ружей байкеры признают себя пидорами и уходят.
Льюис, пострадавший от байкеров (в порванной и окровавленной одежде со сломанной ногой и подбитым глазом), соглашается называть «пидорами» байкеров. Отныне значение слова изменено.